# Padang Langkat
Padang Langkat is een bestuurslaag in het regentschap Langkat van de provincie Noord-Sumatra, Indonesië. Padang Langkat telt 1872 inwoners (volkstelling 2010).